# 高安左郡
高安左郡，中国南北朝时设置的郡，又称高安郡。
南朝齐高帝建元元年（479年）设置宁蛮校尉，同时设置高安左郡，地属平蠻府。在今湖北省襄阳市一带，下辖高安县、新集县二县。南梁、南陈废高安左郡。